# سامانتا تاجيک

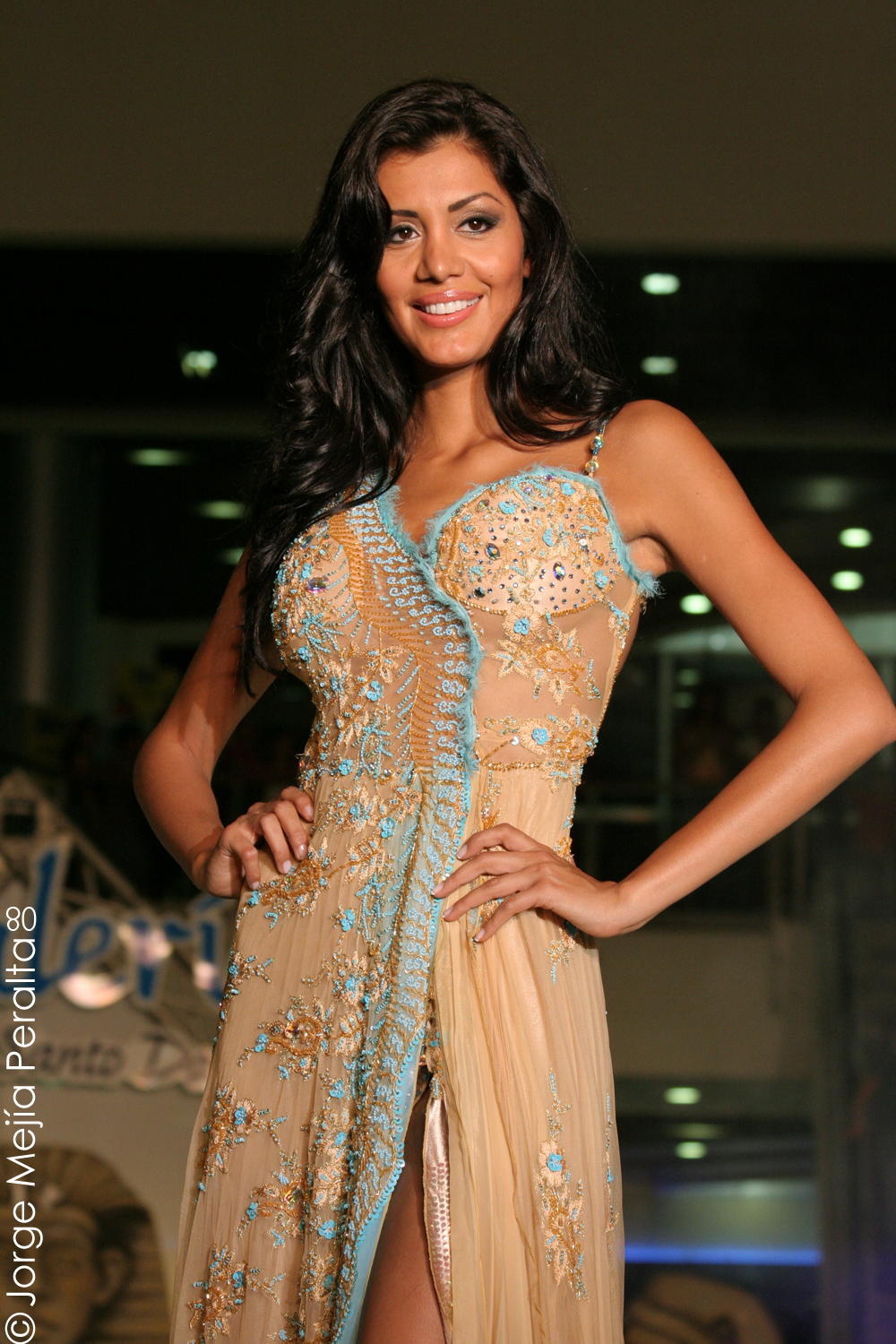
2008

سامانتا تاجيک ((بالفارسية: سامانتا تاجيک)، ولدت 14 يوليو 1983 في طهران، إيران) هي ممثلة وعارضة إيرانية.